# Gelasma centrophylla
Gelasma centrophylla är en fjärilsart som beskrevs av Edward Meyrick 1888. Gelasma centrophylla ingår i släktet Gelasma och familjen mätare. Inga underarter finns listade i Catalogue of Life.

## Bildgalleri

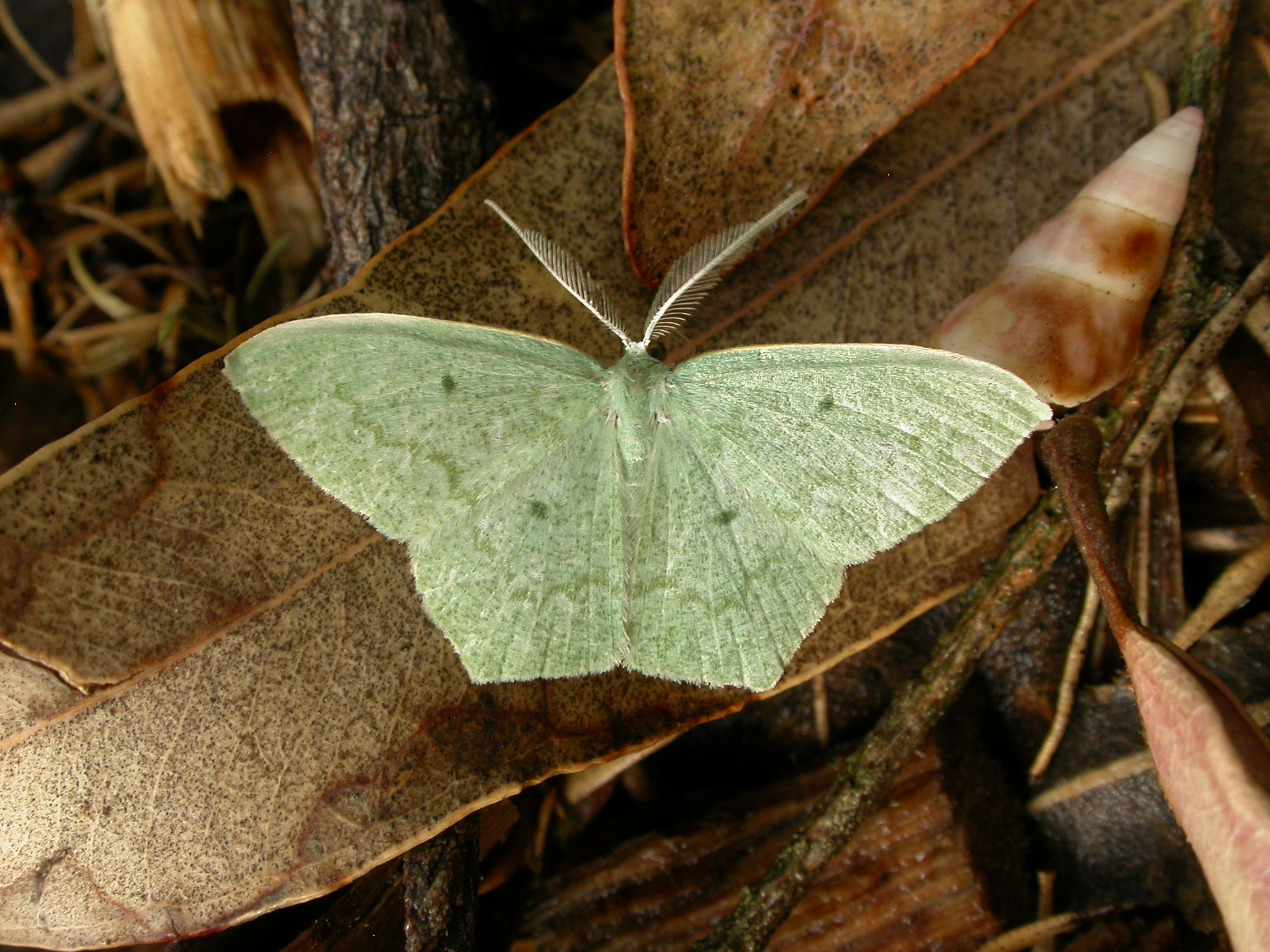